# Gurzelen
Gurzelen (toponimo tedesco) è un comune svizzero di 829 abitanti del Canton Berna, nella regione dell'Oberland (circondario di Thun).

## Monumenti e luoghi d'interesse

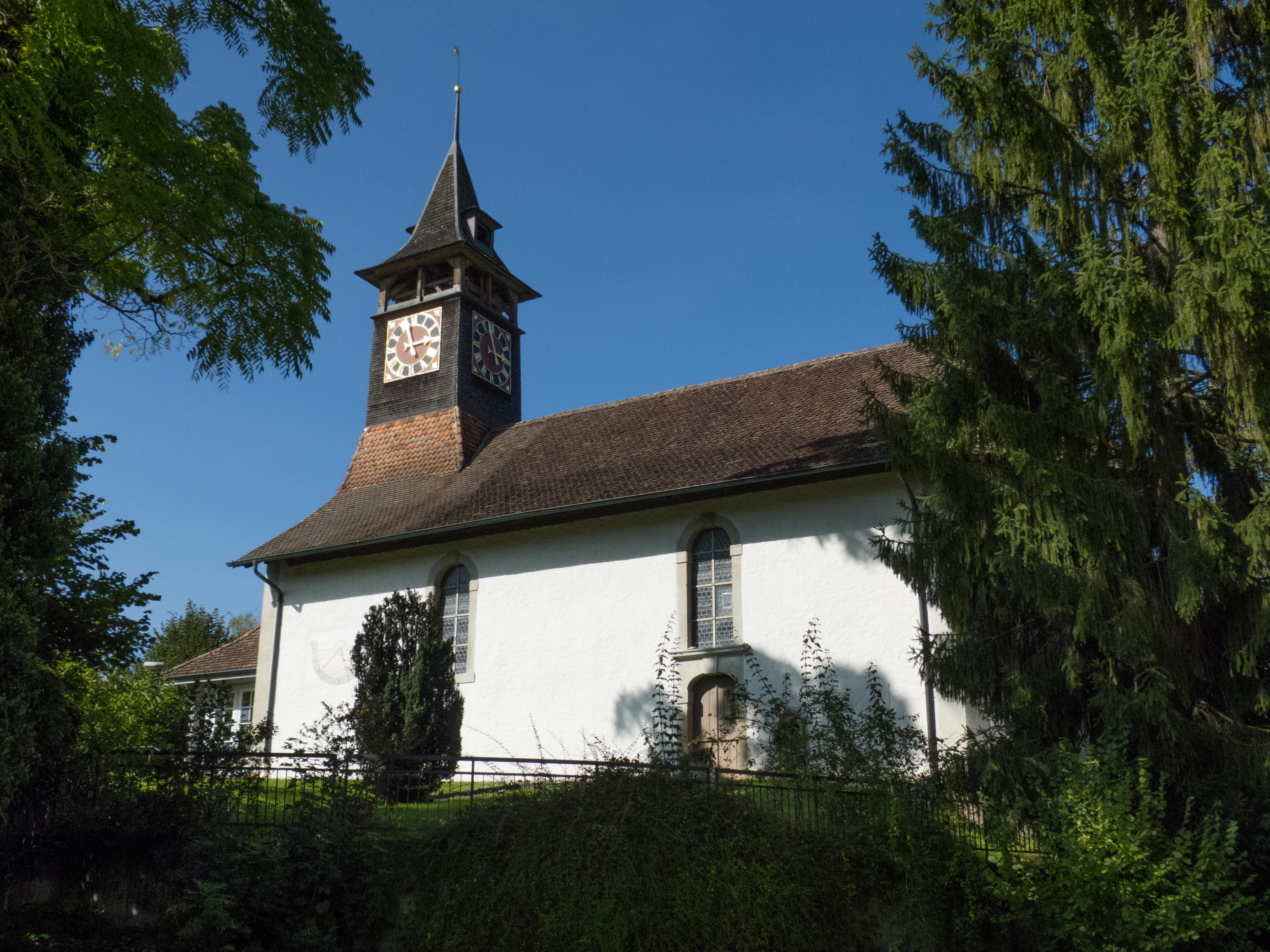
La chiesa riformata

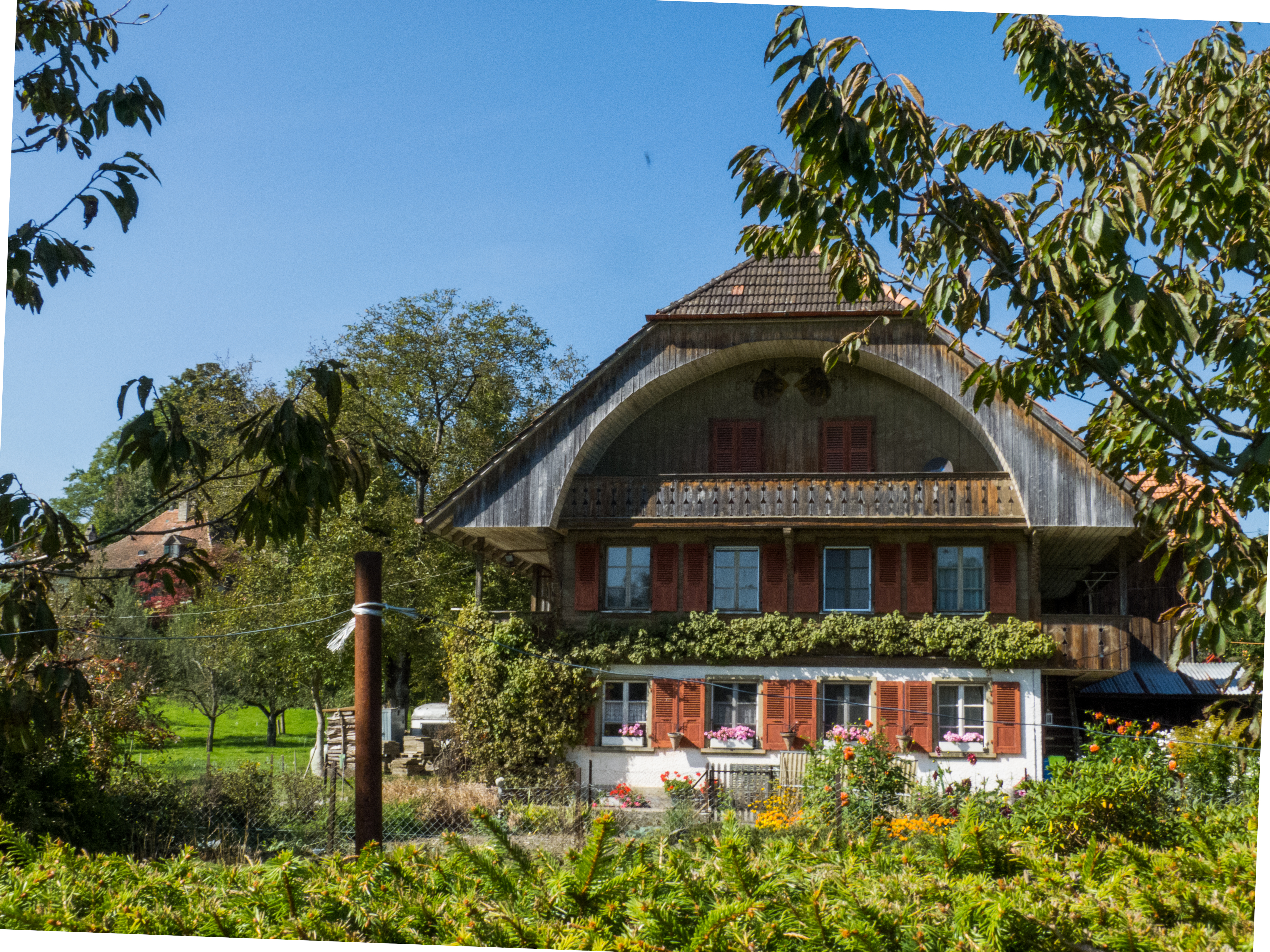
Lo Schlingmoos

- Chiesa riformata, attestata dal 1263 e ricostruita nel 1710[1];
- Schlingmoos, tenuta eretta nel 1740[1];
- Rovine del castello di Festi[1].

## Società

### Evoluzione demografica
L'evoluzione demografica è riportata nella seguente tabella:
Abitanti censiti

## Amministrazione
Ogni famiglia originaria del luogo fa parte del comune patriziale che ha la responsabilità della manutenzione di ogni bene ricadente all'interno dei confini del comune.